# Бушниеку
Бу́шниеку (устар. Бушниеку-Эзерс, Бутнекъ, Бушенъ; латыш. Būšnieku ezers, Lošu ezers) — мелководное слабопроточное озеро лагунного происхождения в Приморской низменности восточного побережья Балтийского моря на северо-западе Курземского полуострова Латвии. Располагается в пределах северной части административной территории города Вентспилс в 5,6 км к северо-востоку от его исторического центра. Рядом с озером расположены два населённых пункта: Пипики и Бушниеки.
Площадь поверхности — 3,3 км². Средняя глубина — 1,2 м, высота над уровнем моря — 11,1 м.
Озеро находится в сосновом бору на северной окраине Вентавской равнины в 1,3 км от берега Балтийского моря, сообщаясь с ним через протоку Лошупе (Лошу). Имеет овальную форму, ориентированную в направлении север—юг. Берега наиболее заболочены на западе и севере. Дно илистое. Уровень воды в озере регулируется железобетонной плотиной на Лошупе возле её устья на северо-восточном побережье. С юго-восточной стороны в озеро впадает канал Кланю-Бушниеку, текущий из озера Кланю, расположенного в 7 км восточнее. В 2004 году на участке западного берега озера площадью 51 га был образован природный заказник «Берег озера Бушниеку» (латыш. Būšnieku ezera krasts).

## Ихтиофауна
В озере водятся: щука (лат. Esox lucius), краснопёрка (лат. Scardinius erythrophthalmus), плотва (лат. Rutilus rutilus), линь (лат. Tinca tinca), карась (лат. Carassius carassius), лещ (лат. Abramis brama) и окунь (лат. Perca fluviatilis).
- Озеро Бушниеку, посёлок Бушниеки (справа) и Олений парк (на переднем плане)
- Вид с платформы для наблюдения за птицами
- Платформа для наблюдения за птицами
- Колебания уровня воды в озере Бушниеку
- Панорама озера Бушниеку (март 2021)